# KNVB Beker 1936/37
Het seizoen 1936/37 van de KNVB Beker was de 32ste editie van de Nederlandse voetbalcompetitie met als inzet de KNVB Beker. Eindhoven won de beker, door in Amsterdam in de finale De Spartaan met 1-0 te verslaan.

## Kwartfinale
| Datum       | Wedstrijd                 | Uitslag | Scoreverloop |
| ----------- | ------------------------- | ------- | ------------ |
| 30 mei 1937 | CVV – BMT                 | 2 – 1   |              |
| 23 mei 1937 | De Kennemers – Velox      | 3 – 1   |              |
| 23 mei 1937 | Eindhoven – HRC           | 6 – 2   |              |
| 23 mei 1937 | Leeuwarden – De Spartaan* | 1 – 1   |              |

## Halve finale
| Datum       | Wedstrijd                | Uitslag | Scoreverloop |
| ----------- | ------------------------ | ------- | ------------ |
| 5 juni 1937 | CVV – De Spartaan        | 0 – 1   |              |
| 30 mei 1937 | De Kennemers – Eindhoven | 2 – 3   |              |

## Finale
|                                |             |                  |           | |
| 12 juni 1937 Finale KNVB Beker | De Spartaan | 0 – 1 (0 – 0)    | Eindhoven | Sportterrein aan de Spaarndammerdijk, Amsterdam Toeschouwers: 4.000 Scheidsrechter: Aad van Welzenes |
| 12 juni 1937 Finale KNVB Beker |             | 87' Frits Kruger |           | Sportterrein aan de Spaarndammerdijk, Amsterdam Toeschouwers: 4.000 Scheidsrechter: Aad van Welzenes |

Seizoenen: 1898/99 · 1899/00 · 1900/01 · 1901/02 · 1902/03 · 1903/04 · 1904/05 · 1905/06 · 1906/07 · 1907/08 · 1908/09 · 1909/10 · 1910/11 · 1911/12 · 1912/13 · 1913/14 · 1914/15 · 1915/16 · 1916/17 · 1917/18 · 1918/19 · 1919/20 · 1920/21 · 1921/22 · 1922/23 · 1923/24 · 1925 · 1925/26 · 1926/27 · 1927/28 · 1928/29 · 1929/30 · 1930/31 · 1931/32 · 1932/33 · 1933/34 · 1934/35 · 1935/36 · 1936/37 · 1937/38 · 1938/39 · 1939/40 · 1940/41 · 1941/42 · 1942/43 · 1943/44 · 1944/45 · 1945/46 · 1946/47 · 1947/48 · 1948/49 · 1949/50 · 1950/51 · 1951/52 · 1952/53 · 1953/54 · 1954/55 · 1955/56 · 1956/57 · 1957/58 · 1958/59 · 1959/60 · 1960/61 · 1961/62 · 1962/63 · 1963/64 · 1964/65 · 1965/66 · 1966/67 · 1967/68 · 1968/69 · 1969/70 · 1970/71 · 1971/72 · 1972/73 · 1973/74 · 1974/75 · 1975/76 · 1976/77 · 1977/78 · 1978/79 · 1979/80 · 1980/81 · 1981/82 · 1982/83 · 1983/84 · 1984/85 · 1985/86 · 1986/87 · 1987/88 · 1988/89 · 1989/90 · 1990/91 · 1991/92 · 1992/93 · 1993/94 · 1994/95 · 1995/96 · 1996/97 · 1997/98 · 1998/99 · 1999/00 · 2000/01 · 2001/02 · 2002/03 · 2003/04 · 2004/05 · 2005/06 · 2006/07 · 2007/08 · 2008/09 · 2009/10 · 2010/11 · 2011/12 · 2012/13 · 2013/14 · 2014/15 · 2015/16 · 2016/17 · 2017/18 · 2018/19 · 2019/20 · 2020/21 · 2021/22 · 2022/23 · 2023/24 · 2024/25
Finales: 2013 · 2014 · 2015 · 2016 · 2017 · 2018 · 2019 · 2020 · 2021 · 2022 · 2023 · 2024
Nederland: Eredivisie · Eerste divisie · Tweede divisie · Derde divisie/Topklasse · KNVB Beker
Europa: Champions League · Europa Cup I · Europa Cup II · Europa League · UEFA Cup · Jaarbeursstedenbeker · Intertoto Cup